# 大松沢丘陵
大松沢丘陵（おおまつざわきゅうりょう）は、宮城県のほぼ中央にある丘陵である。北側と東側を鳴瀬川によって、西側と南側を吉田川とその支流によって区切られている。

## 地理
丘陵の東部にある石の宮、高寺山、大日向山がやや高い山だが、その他には目立って高い山はない。丘陵の東端は鳴瀬川で終わっており、ここが概ね鳴瀬川流域の志田郡（大崎地方南部）と吉田川流域の黒川郡との境界となっているが、志田郡のうち旧鹿島台町は黒川郡と同じ丘陵南側の平野に位置する。この旧鹿島台町と黒川郡との境界はかつて品井沼という低湿地であった。
ほとんどを丘陵部の森林と谷筋の水田が占めるが、工業団地、ゴルフ場、レクリエーション施設、牧場が造成されている。丘陵を迂回するように、丘陵西側の平坦地を国道4号および国道457号（羽後街道）が通る。東北自動車道と東北新幹線はこの丘陵を直線的に縦断している。旧奥州街道は、国道4号と東北自動車道のちょうど中間辺りを両者と平行に大松沢丘陵越えの道として通っていた。

## 利用
幕末から仙台城の城下町周辺の丘陵地などで亜炭が産出されるようになり（仙台市の亜炭）、家庭での燃料がそれまでの薪や木炭から亜炭へと移行するが、大松沢丘陵も亜炭の産地として興隆する。特に、1920年代に仙台鉄道が開通すると、大衡駅が大松沢丘陵の亜炭の集積地となり、仙台に大量供給されるようになった。1950年（昭和25年）の台風で仙台鉄道はその多くの区間で廃止となり、また、エネルギー革命により家庭での燃料は亜炭から都市ガスや灯油へと変化したため、ここの亜炭採掘も終焉を迎えた。
1983年（昭和58年）、国によって仙台北部地域がテクノポリスに指定され、その中核として東北自動車道・大和インターチェンジに近い大松沢丘陵西部に仙台北部中核工業団地が造成された。周辺の丘陵の裾野部分にも工業団地が造成され、この丘陵周辺は、宮城県の機械工業と流通の集積地となっている。特に、2007年（平成19年）にトヨタ自動車系のセントラル自動車が第二仙台北部中核工業団地に進出を決めてから、東北地方における重要工業地域と見なされるようになった。これに合わせ、丘陵上にある三本木パーキングエリアにスマートインターチェンジが2009年（平成21年）に設置され、また、2010年（平成22年）には大衡インターチェンジが供用を開始した。

### 主な施設
- 工業流通団地
  - 仙台北部ツインヒルズ
    - 仙台北部中核工業団地
    - 第二仙台北部中核工業団地

  - 大和流通団地
  - 大和インター周辺流通
  - 大衡工業団地
- レクリエーション施設
  - 万葉クリエートパーク
  - 昭和万葉の森
  - 民間ゴルフ場
- その他
  - 宮城県林業技術総合センター